# Миддлтон, Генри
Генри Миддлтон (англ. Henry Middleton; 28 сентября 1770 — 14 июня, 1846) — американский плантатор, политический деятель и дипломат родом из Чарльстона, штат Южная Каролина. Он был 43-м губернатором Южной Каролины (1810—1812), представлял штат Южная Каролина в Конгрессе США (1815—1819).
Занимал пост посланника США в России (1820—1830), отправляется туда в первую очередь, чтобы заменить Джорджа Кэмпбела так, чтобы отстаивать интересы рабовладельцев в дискуссиях по подготовке переговоров с царем Александром I по вопросу о компенсации в соответствии с 1-й Статьей Гентского договора в отношении пленных американцев, которые ушли с англичанами во время и после войны 1812 года.
Его отец Артур Миддлтон и дед (Henry Middleton) принимали участие Континентальном конгрессе. Сын — Вильямс Миддлтон.
Его летний дом в Гринвилле, в котором он жил в 1813—1820, известный как Уайтхолл, был внесён в Национальный реестр исторических мест в 1969 г. Он и его семья также провел некоторые из их летом в Ньюпорт, Род — Айленд, которые пребывают в Stone Villa (снесена в 1957).